# Nissan Almera
De Nissan Almera is een auto in het C-segment. De Almera volgde in 1995 de Nissan Sunny op. De Nissan Almera was leverbaar als sedan en als hatchback (drie-/vijfdeurs). 
In 1998 volgde een lichte facelift, waarbij de onder andere koplampen en de achterlichten werden aangepast. Motorisch veranderde er niks, de Almera behield de 1.4 en 1.6 benzinemotor en de 2.0 dieselmotor, die ook in de Sunny al leverbaar waren.
In 2000 verscheen een geheel nieuw model. Dit was leverbaar met een 1.5 en 1.8 benzinemotor en een 1.5 en 2.2 dieselmotor.
Dit nieuwe model kreeg in 2002 een facelift en is uiteindelijk tot 2007 in productie geweest.
De Almera is min of meer opgevolgd door de Nissan Note (2005) en Nissan Qashqai (2007).
Huidige modellen Europa:
370Z ·
Ariya ·
Cabstar ·
Cube ·
GT-R ·
Interstar ·
Juke ·
Leaf ·
Micra ·
Murano ·
Navara ·
Note ·
NV200 ·
NV300 ·
NV400 ·
Pathfinder ·
Primastar ·
Qashqai ·
Townstar ·
X-Trail

Huidige modellen internationaal:
Altima ·
Armada ·
Bluebird ·
Caravan ·
Elgrand ·
Fuga ·
Maxima ·
NV ·
Patrol ·
Rogue ·
Sentra ·
Serena ·
Skyline ·
Skyline ·
Skyline Crossover ·
Sunny ·
Teana ·
Tiida ·
Titan ·
Xterra

Concepten:
Forum ·
Jikoo ·
Pivo ·
Urge

Uit productie:
100NX ·
200SX ·
300ZX ·
350Z ·
Almera ·
Almera Tino ·
Bluebird ·
Cedric ·
Cherry ·
Cima ·
Gloria ·
Kubistar ·
Laurel ·
Pixo ·
Prairie ·
Primera ·
Pulsar ·
Silvia ·
Stanza ·
Terrano ·
Vanette